# یوریک هاروتیونیان
یوریک هایکازی هاروتیونیان (ارمنی: Յուրիկ Հայկազի Հարությունյան؛ زادهٔ ۳ ژانویهٔ ۱۹۴۶) یک سیاستمدار اهل ارمنستان است که از تاریخ ۱۹۹۰ تا تاریخ ۱۹۹۹ سمت نمایندگی دوره‌های اول شورای عالی جمهوری ارمنستان و اول مجلس ملی جمهوری ارمنستان را برعهده داشت.

## زندگی‌نامه
در  ۳ ژانویهٔ ۱۹۴۶ در روستای مارتون به دنیا آمد و از دانشگاه دولتی اقتصادی روستوف فارغ‌التحصیل شد. 

## یادداشت
1. ↑  Դոնի Ռոստովի ժողովրդական տնտեսության ինստիտուտ